# Politique en Bolivie
La politique en Bolivie repose sur un modèle d'État où la république est unitaire et parlementaire. Le président de l'État jouit d'ailleurs d'une forte influence sur le régime politique. Le 26 janvier 2009, la population bolivienne approuve par référendum à environ 60 % des voix une nouvelle constitution qui octroie plus de droits aux populations indigènes, renforce le pouvoir de l'État en matière économique et garantit pour la première fois la séparation de l'Église et de l'État. 

## Histoire
La guerre civile opposant les conservateurs aux libéraux s’achève en 1899 avec la victoire de ces derniers ; commence alors une ère libérale qui dure jusqu'en 1920. Un système d'instruction publique se développe, accompagné d'un anticléricalisme modéré : le catholicisme perd en 1906 son statut de seule religion reconnue par l’État et le mariage civil est adopté en 1911. Le libéralisme bolivien perd cependant nettement de son caractère progressiste pour coexister avec les intérêts des nouvelles fortunes de l'étain (l'ère libérale est parfois aussi considérée comme l'ère de l'étain, la production de celui-ci ayant considérablement augmenté), des propriétaires terriens et de l'armée. Inspiré par l'exemple de la révolution libérale menée par Eloy Alfaro en Équateur, un nouveau libéralisme va s'organiser en parti républicain et manifester quelques préoccupations sociales contre la domination de l'oligarchie libérale.

## Pouvoir exécutif

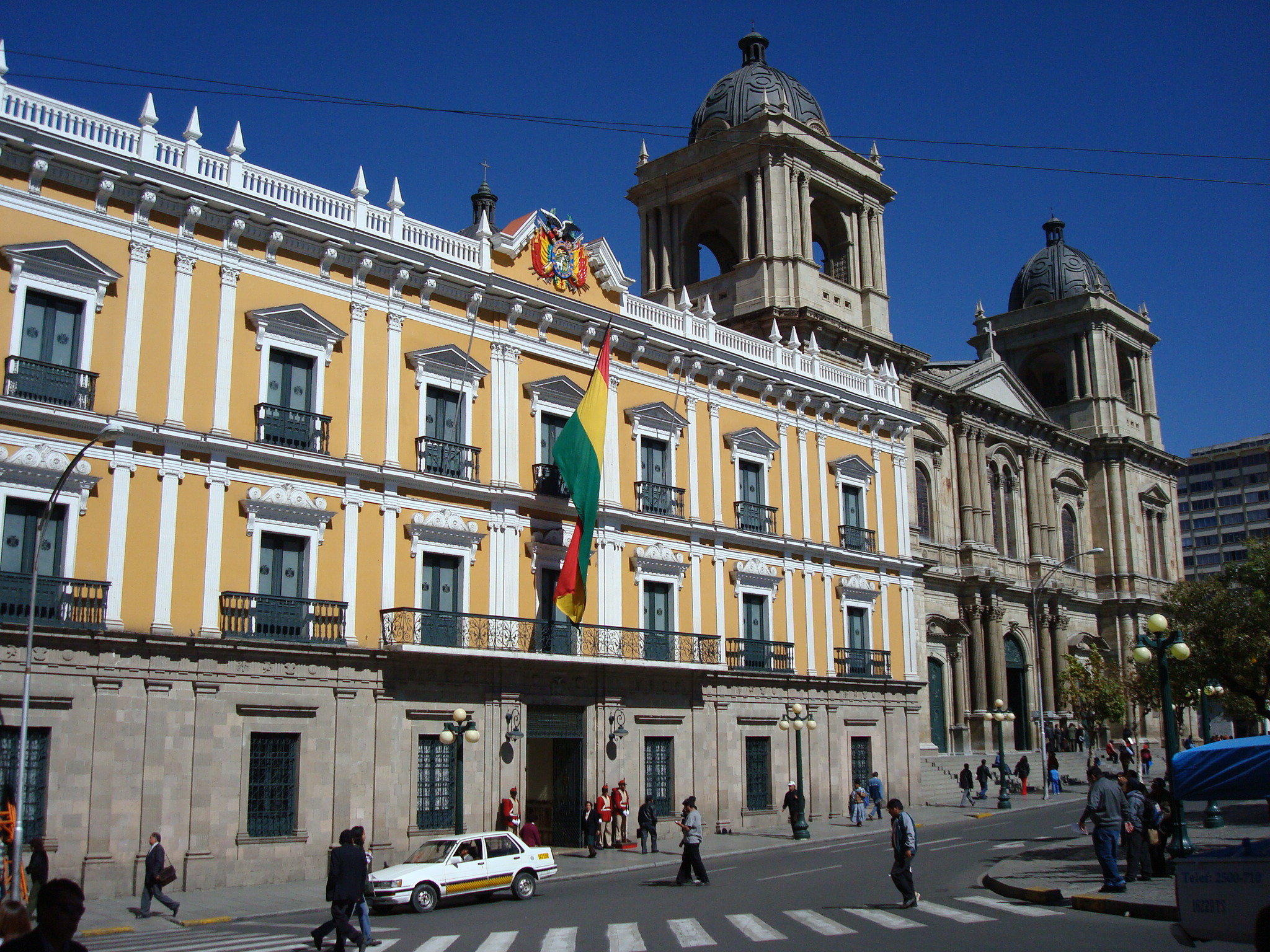
Palacio Quemado.

Le pouvoir exécutif est avant tout assuré par le président de l'État qui est à la fois chef de l'État et du gouvernement. Il est élu au suffrage universel direct. Pour être élu au premier tour, un candidat doit obtenir la majorité absolue des suffrages ou bien obtenir un minimum de 40 % des voix avec au moins 10 % de plus que le candidat arrivé en seconde position. Dans le cas contraire, un second tour est organisé entre les deux candidats les mieux placés au premier tour (article 166 de la Constitution).

## Pouvoir législatif

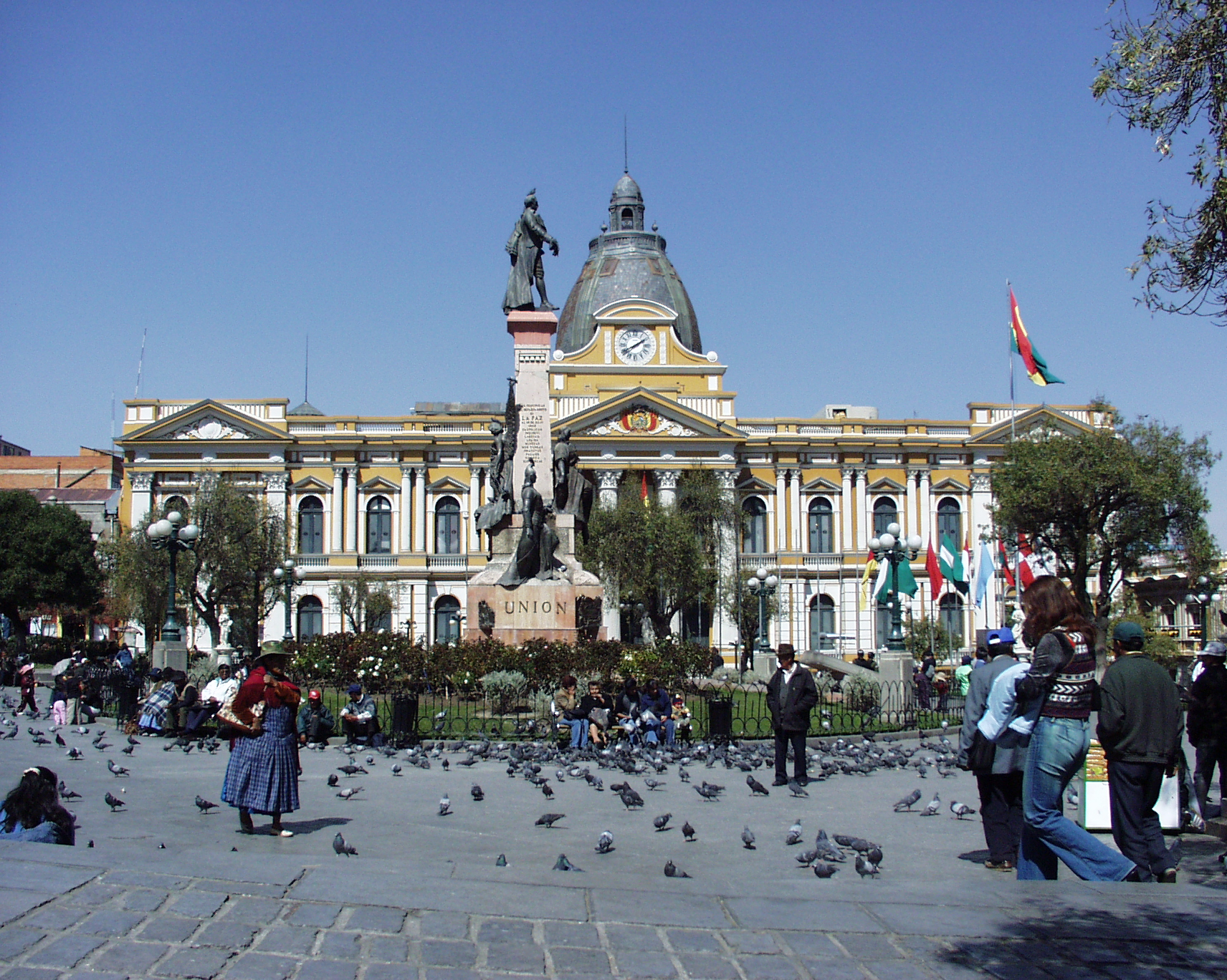
Assemblée législative plurinationale.

Le pouvoir législatif est exercé par l'Assemblée législative plurinationale qui comprend la Chambre des députés et la Chambre des sénateurs.
En 2016, la Bolivie est le deuxième pays d’Amérique latine avec la plus importante représentation de femmes au Parlement, après Cuba. Celles-ci représentent 51 % des députés et 44 % des sénateurs. Une loi adoptée en 2018 établit le principe de parité.

## Partis politiques

### Portrait électoral
Depuis les années 1950, le portrait électoral bolivien demeure généralement composé de partis politiques de taille plus ou moins importante qui se forment au fil des années et finissent par fusionner avec d'autres formations ou simplement se dissoudre après quelques années ou périodes électorales. Il est à remarquer que plusieurs partis de moindre importance ne résistent pas aux périodes dictatoriales prolongées des années 1960 et 1970.  
À partir des élections générales de 1978, et ce, à chaque élection depuis, un nombre considérable de partis politiques issus de groupes sociaux variés participe aux élections et y présente des candidats. Ils y sont environ une dizaine à chaque élection, mis à part les élections générales de 2014 et de 2020 où le nombre de partis en lice est considérablement diminué. Il est fréquent de voir certaines organisations apparentées s'allier et former des coalitions afin de soutenir un candidat commun et tenter de rallier le plus grand nombre d'électeurs. Cette stratégie peut porter fruit : une coalition remporte le poste présidentiel aux élections générales de 1978 (élections teintées de fraude), 1979, 1980 et 1997.  
Bien que les élections générales sont généralement convoitées par des partis établis à l'échelle du pays, plusieurs mouvements politiques n'y présentent que des candidats dans leur localité ou leur région. Ces partis tiers peuvent néanmoins remporter des sièges importants, tels que ceux de maires de grandes villes ou ceux de gouverneurs (préfets) départementaux. Par exemple, un chef du Mouvement sans peur (MSM), un parti de gauche, est déjà devenu maire de La Paz, un chef de l’Alliance sociale (en) (AS), un autre parti de gauche, est déjà devenu maire de Potosí ou encore un chef de la Nouvelle force républicaine (NFR), un parti de droite, est déjà devenu maire de Cochabamba et préfet du département homonyme.  

### Tendances politiques contemporaines

#### 1982-1985: le retour à la démocratie et début d'un gouvernement constitutionnel
En 1982, à la suite du mécontentement général de la population et de plusieurs échecs sociaux et économiques, les Forces armées boliviennes délaissent le pouvoir politique et acceptent un retour à la démocratie. Le résultat des élections générales de 1980 est reconnu valide et le premier président constitutionnel depuis plus de 15 ans entre en fonction. Depuis ce retour à la démocratie, l'ensemble du spectre politique est généralement bien représenté aux différentes élections, que ce soit par des partis politiques de gauche, de centre ou de droite.

#### 1985-2005: une succession de gouvernements néolibéraux
Mis à part la présidence de Hernán Siles Zuazo (1982-1985), les gouvernements qui se succèdent à partir du retour de la démocratie jusqu'en 2005 prônent, à degrés divers, un modèle économique néolibéral.  
Entre 1982 et 2003, les partis les plus importants sont le Mouvement nationaliste révolutionnaire (MNR) d’idéologie très éclectique fondée sur les principes nationalistes des années 1930 ; l’Action démocratique nationaliste (ADN), un parti conservateur ; le Mouvement de la gauche révolutionnaire - Nouvelle Majorité (MIR-NM), un parti initialement marxiste mais qui transite vers une position de droite libérale ; ou encore, avec bien moins de succès, le Parti ouvrier révolutionnaire (POR), un parti trotskiste ; la Phalange socialiste bolivienne (FSB), un parti de centre droit malgré son nom ; le Mouvement révolutionnaire Túpac Katari de libération (en) (MRTKL), un parti indianiste ; la Conscience de la patrie (CONDEPA), un parti populiste ; et plusieurs autres.

#### Depuis 2005: prise de pouvoir par la gauche et formation de nouveaux partis
Au début des années 2000, plusieurs militants quittent les partis politiques traditionnels et participent à l’émergence de nouvelles tendances politiques qui domineront le paysage politique pour au moins les vingt prochaines années.  
Aux élections générales de 2005, sont candidats le Pouvoir démocratique social (PODEMOS), un parti conservateur; l'Unité nationale (UN), un parti de centre droit et le Mouvement vers le socialisme (MAS) un parti de gauche indianiste. Le PODEMOS est issu de militants du MNR, de l'ADN, du MIR et d'autres partis de droite, l'UN provient principalement de militants du MIR et de certains du MNR et le MAS regroupe d'anciens communistes, socialistes, indigénistes, populistes et même quelques anciens fondateurs du MIR. Les nombreux changements idéologiques que subit le MIR au fil des années font en sorte que ses militants sont aujourd'hui dispersés dans tous les partis politiques.
Réélu sans cesse depuis 2005, le MAS obtient à chaque élection subséquente des majorités substantielles. Quant à elles, les forces conservatrice et de centre droit, bien que celles-ci aient pu s'allier à d'autres organisations ou modifier leur dénomination au fil du temps, se disputent depuis la deuxième place aux élections générales subséquentes.    
Toutefois, la formation qui devient la deuxième force en présence lors des élections générales de 2019 et de 2020 est davantage centriste, alors que la troisième place demeure toujours remportée par un parti conservateur. À partir de 2020, les forces en présence sont le MAS qui représente la gauche et forme le gouvernement, la Communauté civique qui représente le centre et Creemos qui représente la droite. Les deux dernières formations constituent des coalitions. 

## Pouvoir judiciaire
Quant au pouvoir judiciaire de la Bolivie, celui-ci se caractérise par une très forte hétérogénéité. En effet, l’actuelle constitution suit tantôt le modèle américain, tantôt le modèle européen continental. Ceci est dû à de nombreuses réformes qui se sont succédé tout au long de la vie républicaine depuis 1825.
Il existe dans les espaces ruraux, un droit parallèle basé sur les coutumes et mœurs des communautés indigènes, oral et non codifié mais qui, même avec une base traditionnelle non négligeable, dégénère parfois en des interprétations perfides et autoritaires des dirigeants de ces communautés. Sous le titre de « justice communautaire », des atrocités telles que les lynchages sommaires, le bannissement de familles entières ou l’expulsion d’autorités politiques légitimement élues font parfois la une des journaux boliviens.
Tout ceci explique, du moins en partie, les raisons pour lesquelles en Bolivie, bien qu'il existe une démocratie formelle et continue depuis 1982, que l'État de droit ne s’est jamais vraiment établi. C'est le grand défi de l'Assemblée constituante installée depuis le 6 août 2006. Il s’agit donc, sans approfondir les caractéristiques politiques du nouveau texte constitutionnel, d’établir un nouveau pacte social qui permette d'instaurer l'État de droit.

## Diplomatie
Parmi les ambassadeurs les plus célèbres de la Bolivie figure Jaime Aparicio, celui-ci est ambassadeur de Bolivie aux États-Unis entre 2002 et 2006 puis président du Comité juridique inter-américain de l'Organisation des États américains. Auparavant, il est secrétaire général lors du Sommet des Amériques. Il devient célèbre lors de l'affaire Versini pour avoir gagné le procès de sa cliente Maude Versini contre l'État de Mexico.